# Gaspare Luigi Cassola
Gaspare Luigi Cassola, o Cazzola (Gravedona, 8 maggio 1743 – Monza, settembre 1809), è stato un gesuita, filosofo e traduttore italiano, anche poeta e tragediografo.

## Biografia
Nacque a Gravedona, vicino a Como, nel 1743. A sedici anni intraprese il noviziato nella Compagnia di Gesù e una volta conclusa la sua formazione divenne docente di retorica e grammatica presso i collegi gesuiti di Como, Genova e Milano. Nel 1771, quando la Compagnia venne soppressa, si trasferì a Monza dove continuò a esercitare la professione di docente.
Durante gli anni sperimentò diversi campi del sapere e delle scienze, come mostra il lungo elenco delle sue opere.
Morì a Monza nel settembre del 1809.

## Opere
- L'oro. Poema, 1770
- Dell'astronomia, Milano, Giuseppe Galeazzi, 1774.
- Poema sopra la pluralità dei mondi, 1774
- L'uomo socievole. Dissertazioni filofofiche, 1778
- M. Annaei Lucani pharsalia cum appositis Italico Carmine interpretationibus ac notis. Tomus 1. [-2.], 1781.
- La religione. Poema di M. Racine dell'Accademia Reale delle Iscrizioni e Belle Lettere. Trasportato in versi toscani sciolti dall'ab. Gaspare Cassola, alla cui traduzione è annesso il testo francese, 1787-1788
- Poesie militari, 1789
- All'eminentissimo principe Angelo cardinale Durini arcivescovo d'Ancira. Odi dell'abate Gaspare Cassola, 1792
- Vocazione di San Luigi Gonzaga alla Compagnia di Gesù. Opera scenica del padre Niccolò Tolomei della medesima compagnia ridotta dalla prosa in un dramma dall'abate Gaspare Cassola, 1796
- Guglielmo Tell ovvero la libertà dell'Elvezia: tragedia in cinque atti del c. ab. Gaspare Cassola, 1801